# Episodi di Gioco pericoloso (terza stagione)
La terza stagione della serie televisiva Gioco pericoloso è stata trasmessa in anteprima nel Regno Unito dalla Independent Television tra il 4 settembre 1965 e il 7 aprile 1966.
| nº | Titolo originale                      | Titolo italiano | Prima TV UK       | Prima TV Italia |
| -- | ------------------------------------- | --------------- | ----------------- | --------------- |
| 1  | You're Not in Any Trouble, Are You?   |                 | 4 settembre 1965  |                 |
| 2  | The Black Book                        |                 | 30 settembre 1965 |                 |
| 3  | A Very Dangerous Game                 |                 | 7 ottobre 1965    |                 |
| 4  | Sting in the Tail                     |                 | 14 ottobre 1965   |                 |
| 5  | English Lady Takes Lodgers            |                 | 21 ottobre 1965   |                 |
| 6  | Loyalty Always Pays                   |                 | 28 ottobre 1965   |                 |
| 7  | The Mercenaries                       |                 | 4 novembre 1965   |                 |
| 8  | Judgement Day                         |                 | 11 novembre 1965  |                 |
| 9  | The Outcast                           |                 | 18 novembre 1965  |                 |
| 10 | Are You Going to Be More Permanent?   |                 | 2 dicembre 1965   |                 |
| 11 | To Our Best Friend                    |                 | 9 dicembre 1965   |                 |
| 12 | The Man on the Beach                  |                 | 16 dicembre 1965  |                 |
| 13 | Say It with Flowers                   |                 | 23 dicembre 1965  |                 |
| 14 | The Man Who Wouldn't Talk             |                 | 30 dicembre 1965  |                 |
| 15 | Someone Is Liable to Get Hurt         |                 | 6 gennaio 1966    |                 |
| 16 | Dangerous Secret                      |                 | 13 gennaio 1966   |                 |
| 17 | I Can Only Offer You Sherry           |                 | 20 gennaio 1966   |                 |
| 18 | The Hunting Party                     |                 | 27 gennaio 1966   |                 |
| 19 | Two Birds with One Bullet             |                 | 10 marzo 1966     |                 |
| 20 | I Am Afraid You Have the Wrong Number |                 | 17 marzo 1966     |                 |
| 21 | The Man with the Foot                 |                 | 24 marzo 1966     |                 |
| 22 | The Paper Chase                       |                 | 31 marzo 1966     |                 |
| 23 | Not So Jolly Roger                    |                 | 7 aprile 1966     |                 |